# Kártus

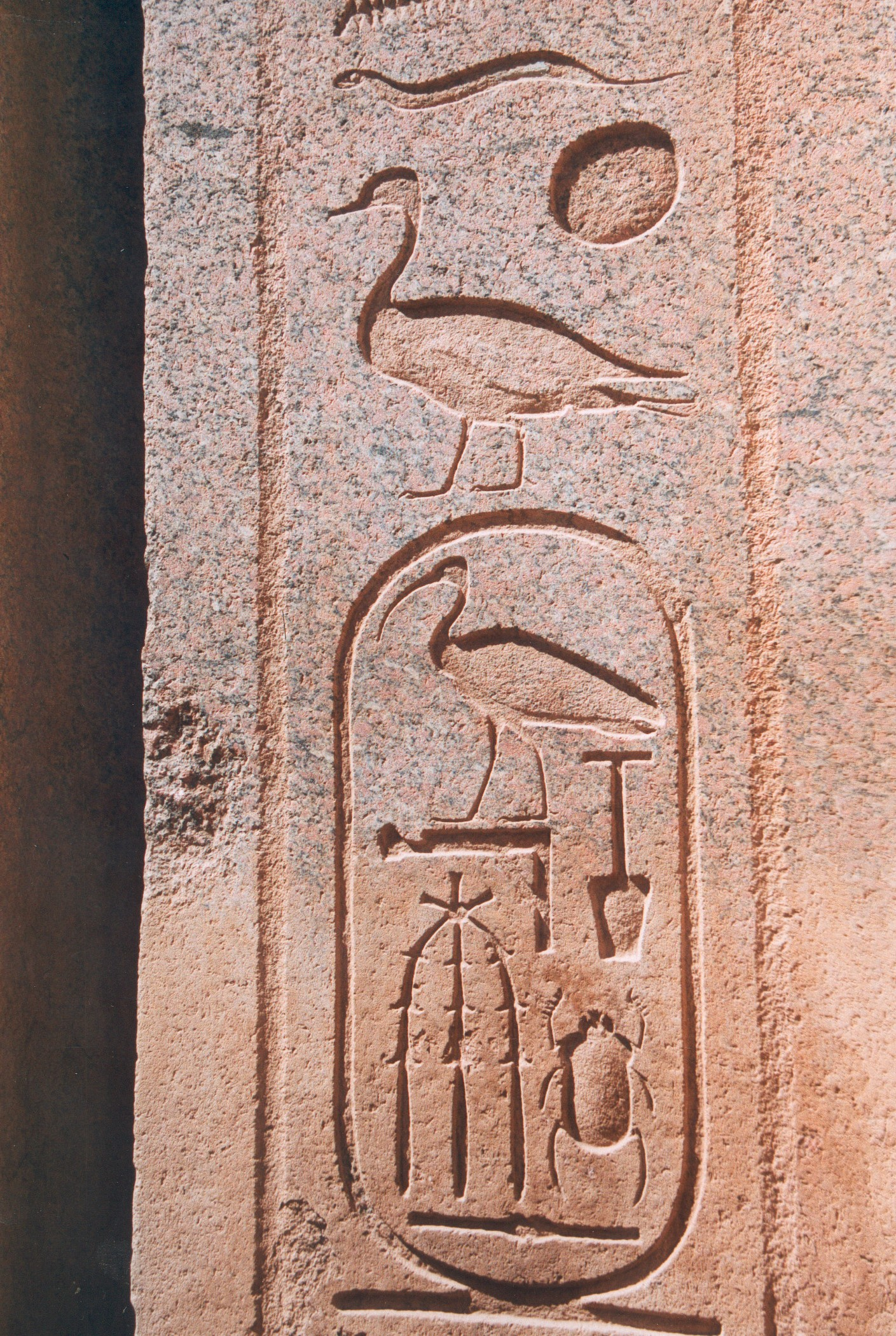
III. Thotmesz kártusa, Karnak, Egyiptom

A kártus (cartouche) az a hosszúkás keret, amibe az ókori egyiptomi fáraók és királynék, esetenként a királyi család más tagjai nevét írták. A keret tulajdonképpen az örökkévalóságot jelentő senu hieroglifa hosszúkás változata, és a végtelenséget jelképezte. Maga a szó töltényt jelent franciául, Bonaparte Napóleon tábornok katonái nevezték el így, mert hasonlított az általuk használt töltények formájára.
A fáraók neve körül a IV. dinasztia idején tűnik fel a kártus, Sznofru nevében, felváltva a korábbi szerehet, és a király előjoga marad egészen a XII. dinasztia végéig. Az uralkodó öt neve közül a két utolsót foglalták kártusba, amelyek előtt az Alsó- és Felső-Egyiptom királya és a Ré fia címek álltak.
Az első királyné, akinek neve megjelenik kártusban – egyben az első, aki, úgy tűnik, a főfeleségek számára később szokásossá váló nagy királyi hitves címet viselte –, Meretszeger volt, III. Szenuszert egyik felesége, bár őt csak újbirodalmi források említik. A kártus használata királynéknál az újbirodalom korától vált általánossá. Ekkor már nemcsak a nagy királyi hitves, hanem más feleségek is használhatták, de nem teljesen tisztázott, mi alapján döntötték el, hogy ki jogosult rá. Míg a királynak a születésekor kapott neve és az uralkodói neve külön kártusba kerültek, a királyné nevét minden esetben csak egy kártusba írták, a többelemű nevet is.
Az uralkodó gyermekei ritkán írták nevüket kártusba; az első ismert példa III. Amenemhat lánya, Noferuptah esete, nála azonban lehetséges, hogy esetleg trónörökösnek szánták, és ezzel járt együtt a kártushasználat joga. Egy másik példa III. Szobekhotep leánya, Iuhetibu. Az Újbirodalom idején I. Thotmesz fiának, Uadzsmesznek a neve fordul elő kártusban, de feltehetőleg csak halála után írták így. A XVIII. dinasztia elején esetenként előfordul, hogy a trónörökös kártusba írhatta a nevét, de a későbbi időkre ez a szokás szinte teljesen kihalt.
| V9 | \| \| | V10 |
|    |       |     |

|  |

| V9 | \| \| | V10 |
|    |       |     |

|  |

A „király anyja” címmel igen gyakran együtt járt a kártus, akkor is, ha az illető királyné férje életében csak mellékfeleség volt és nem volt jogosult rá. (Ugyanígy előfordul, hogy csak férje halála után, fia uralkodása alatt utalnak egy királynéra úgy, mint ha viselte volna a Nagy Királyi Hitves címet, például Mutemwiára, III. Amenhotep anyjára.)
Ámon papságának egyre növekvő hatalmát a kártushasználat kiterjesztése is jelzi. A XX. dinasztia idejétől jogosult volt nevét kártusba írni Ámon főpapja, valamint „Ámon isteni felesége”, az ország legmagasabb rangú papnője is, aki erre az időre gyakorlatilag fáraói hatalommal bírt. Ennek megfelelően a XXI. dinasztia korától már prenoment is felvettek, külön kártusba írva. Ugyanebből az időből magának Ámonnak a neve is fennmaradt kártusba írva, egy Deir el-Bahariban talált papiruszon. Ezt megelőzően az Amarna-reformok idején találkozhatunk hasonlóval, amikor Aton, a napkorong teljes hivatalos nevét („Az élő Ré-Hórusz a horizonton, ki örvend a horizonton az ő fényes lényében, ami a napkorongban van”) kettős kártusba írták.